# منتزه مورن تروا بيتون الوطني
منتزه مورن تروا بيتون الوطني ، (بالإنجليزية: Morne Trois Pitons National Park)‏. منتزه وطني، يتمحور حول بركان مورن تروا بيتون القائم على ارتفاع 1342 متراً، في دومينيكا.

## خلفية تاريخية
ترتبط الغابة الاستوائية الوافرة بخصائص بركانية ذات أهميّة مشهدية وعالمية في هذا المنتزه الوطني. يزاوج المنتزه الوطني بين العديد من الخصائص التراثيّة العالميّة فهو الغني بمنحدراته المتعرجّة ووديانه الضيقة ومنافذه البخاريّة الخمسين ومنابع مياهه الدافئة وبحيراته من المياه العذبة وعددها ثلاثة و«البحيرة الفائرة» وبراكينه الخمسة الموزّعة على هكتارات الموقع السبعة آلاف وتنوّعه البيولوجي الأغنى لجزر الأنتيل الصغيرة.

## معرض الصور

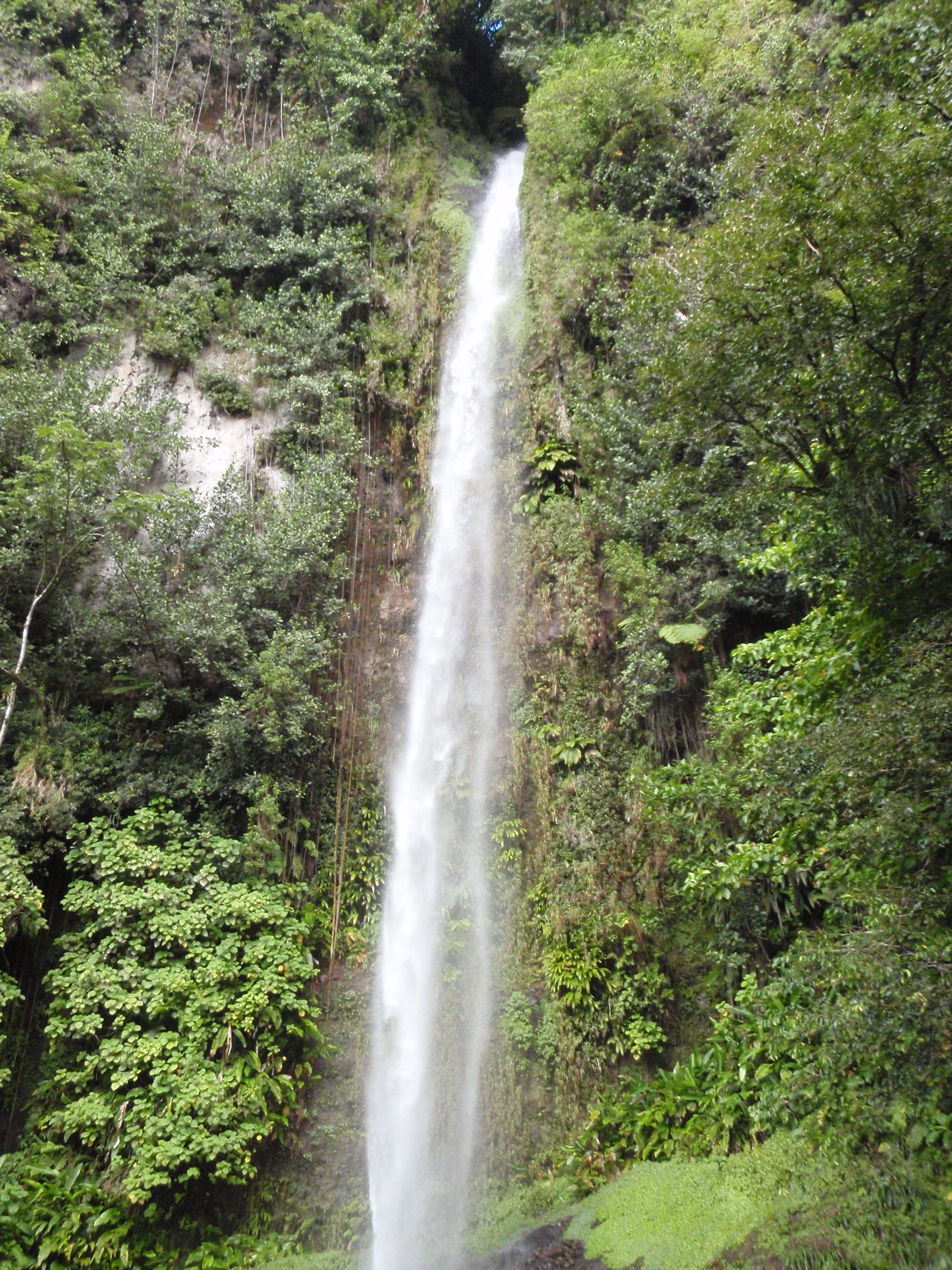
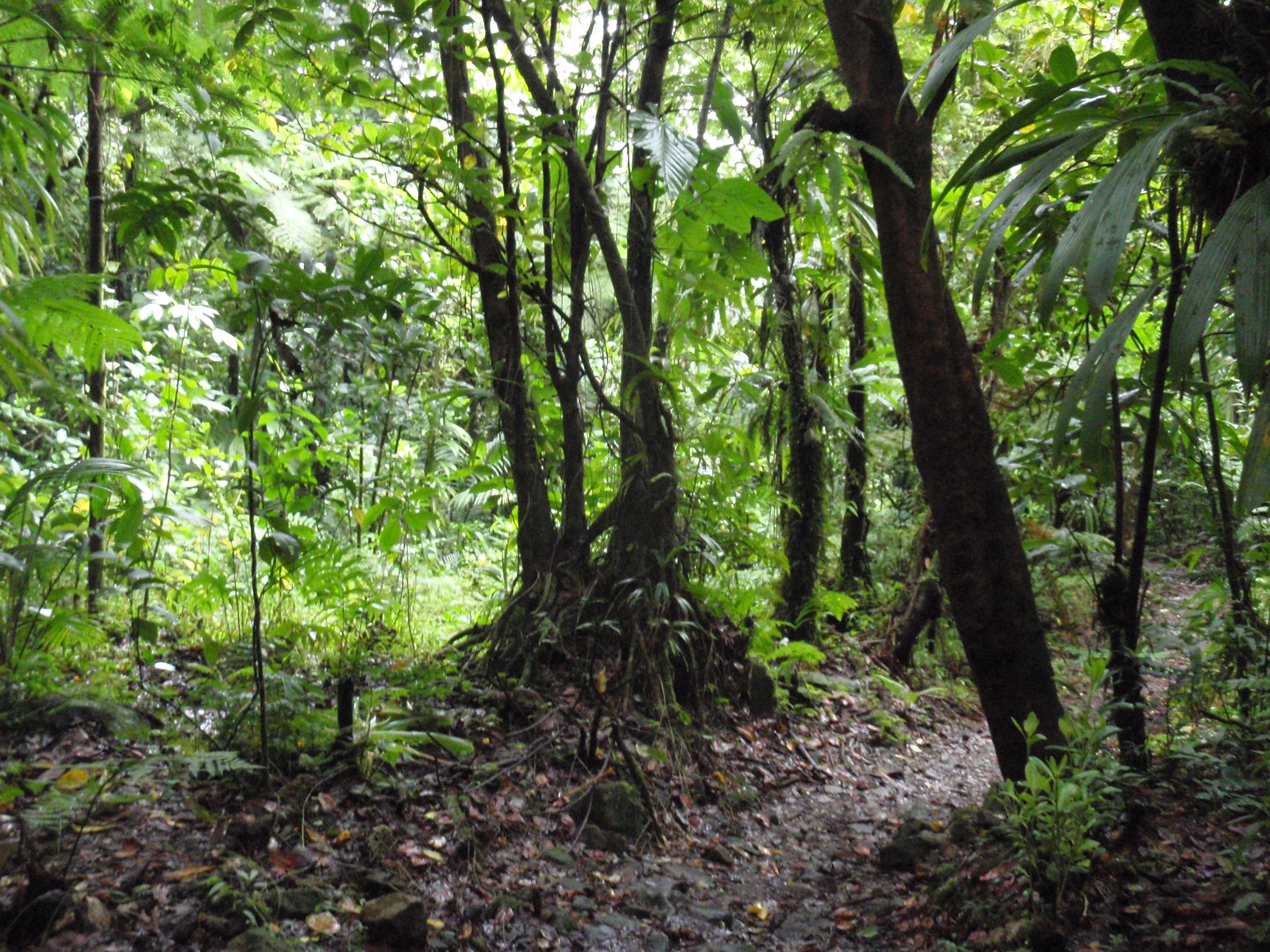
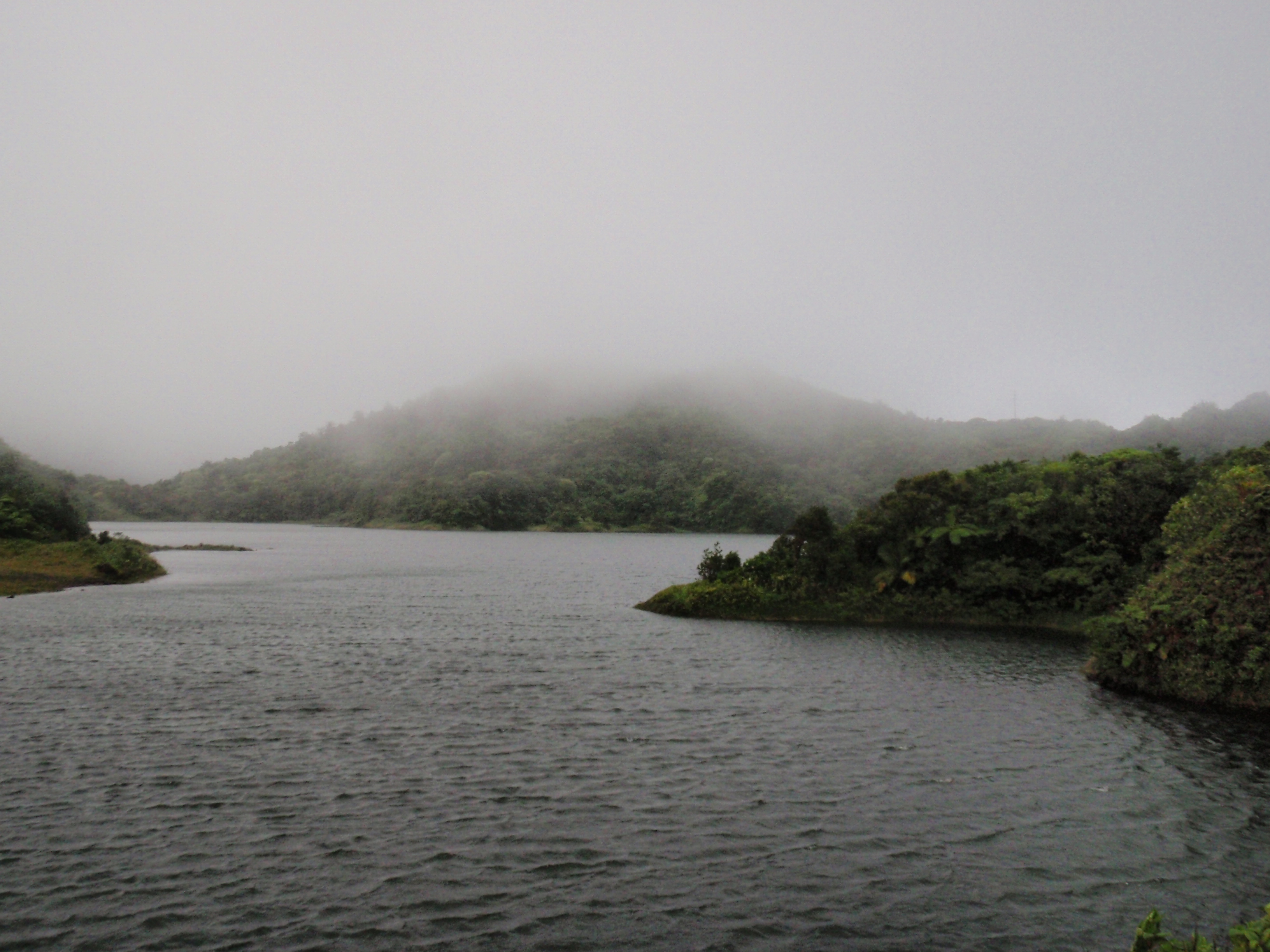